# Cloudy with a Chance of Meatballs
Cloudy with a Chance of Meatballs je dětská kniha autorky Judi Barrettové ilustrovaná Ronem Barrettem, která poprvé vyšla v roce 1978 v nakladatelství Simon & Schuster.
Kniha inspirovala film Zataženo, občas trakaře z roku 2009.

## Děj
Dědeček vypráví svým vnoučatům o městě Chewandswallow, kde se počasí projevuje třikrát denně (během snídaně, oběda a večeře) a vždycky z nebe padá jídlo a nebo pití. Déšť je džus nebo polévka, sníh je zmrzlina a vítr přináší hamburgery. Díky tomuto jevu nejsou ve městě žádné obchody s potravinami. Když město zasáhnou záplavy nebo bouře plné jídla, občané ho musí opustit na lodích z chleba a musí se přizpůsobit životu ve světě, kde počasí žádné jídlo nepřináší. Dědeček se později vrátí do Chewandswallow, aby pomohl znovu město zbudovat a aby mohl dát jídlo potřebným po celém světě.